# 金鸡湖隧道

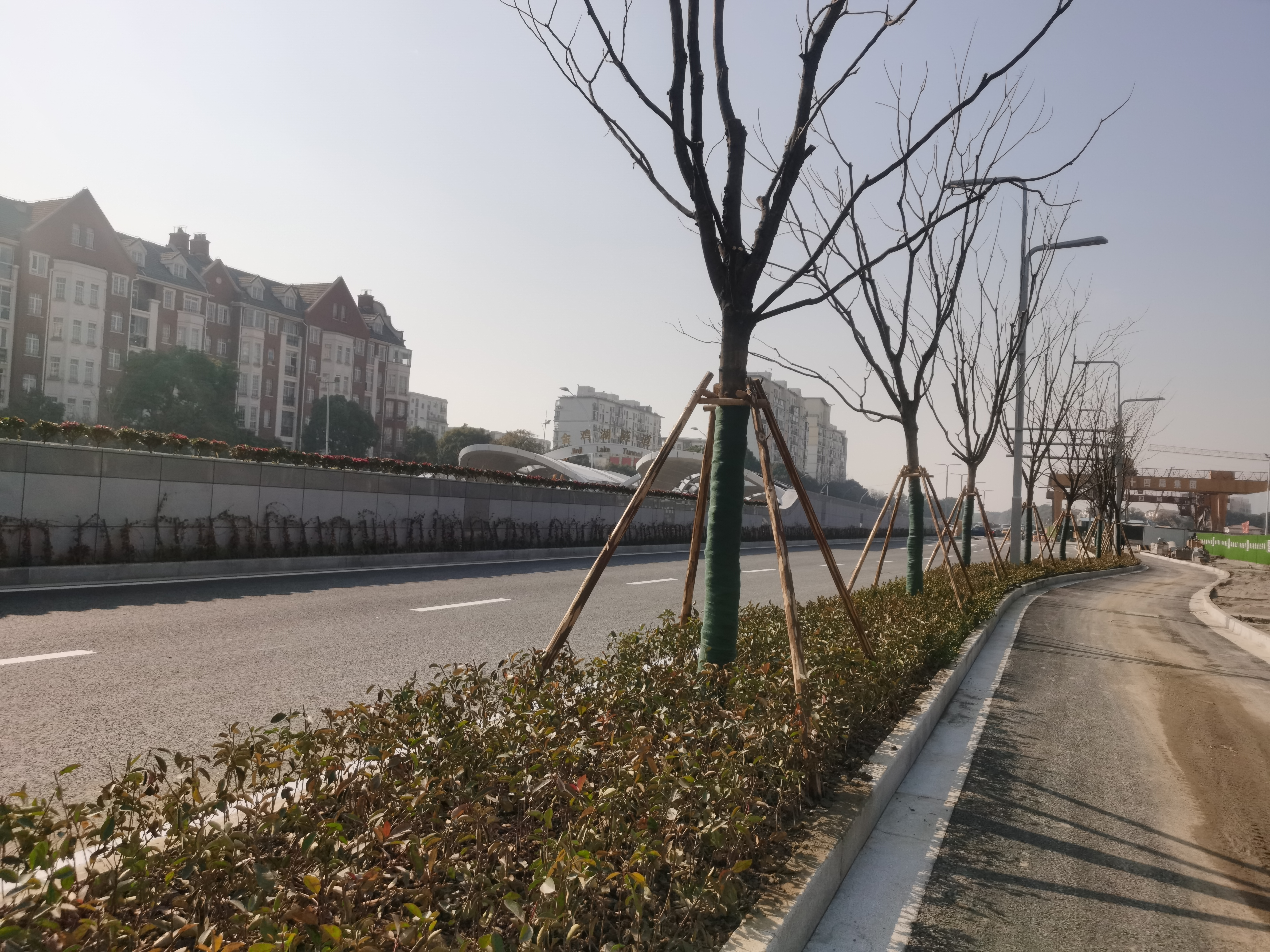
金鸡湖隧道位于中新大道东的入口

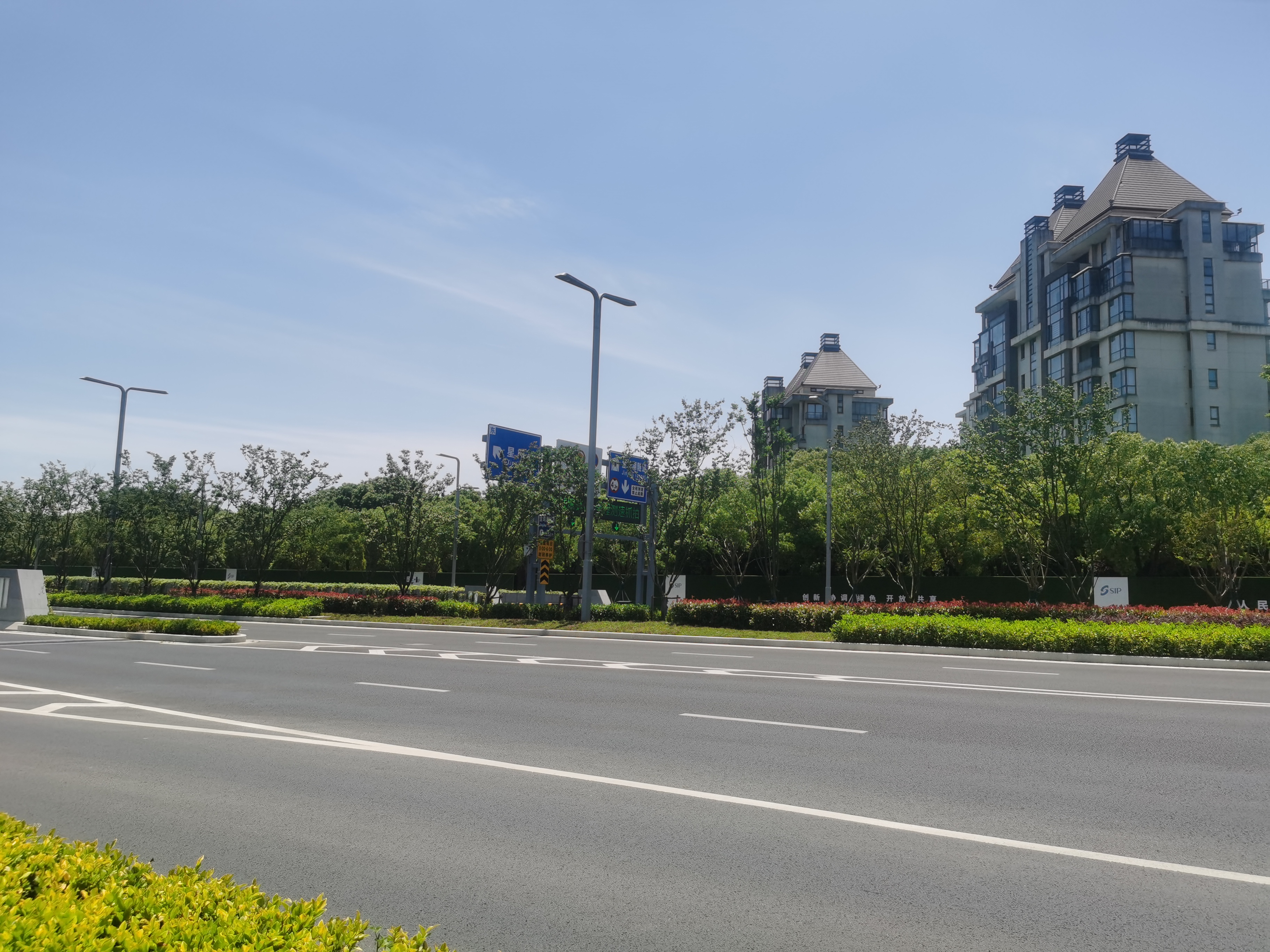
金鸡湖隧道位于中新大道西的入口

金鸡湖隧道位于苏州市工业园区，是连接中新大道东西的过湖主通道和地铁6号线隧道的一部分，建成后将连接原本分为两段的中新大道西和中新大道东。隧道西起星海街，沿中新大道基本成直线穿越金鸡湖，止于南施街西侧。隧道全长约6.04公里，其中主线长约5.4公里，双向6车道规模，设计速度50km/h，是苏州市“八纵八横”板块间主干路系统和园区“十三横十二纵”主干路系统的重要组成部分。该隧道自2019年2月开始建设，2022年12月31日建成通车。

## 地铁

金鸡湖隧道与地铁6号线关系示意图

金鸡湖隧道湖中段与轨道6号线共构，整条隧道设四孔，北侧两孔为地铁隧道，南侧两孔通汽车。西岸部分，公路隧道平行于6号线李公堤西站南侧，并从3号线李公堤西站站体预留的空洞中穿过。东岸部分，主线隧道平行于6号线琼姬墩站南侧，隧道工程还代建了12号线与主线隧道交叉的部分站体以及两条与隧道主线和星湖街匝道交错的出入口通道。